# Torneo calcistico internazionale di Malta
Il Torneo calcistico internazionale di Malta (in inglese Malta International Football Tournament), noto come Torneo di Malta, è stato un torneo calcistico a carattere amichevole organizzato dalla Federazione calcistica di Malta e disputato a Malta con cadenza annuale dal 1986 al 1989 e poi con cadenza biennale dal 1990 al 2008. Inizialmente prevedeva la partecipazione di squadre di club, ma dal 1988 vi parteciparono solo nazionali di calcio.
Solitamente si svolgeva nel mese di febbraio, secondo un girone all'italiana a 4 o 3 squadre che incoronava campione la squadra che otteneva più punti. Fino al 2004 la competizione fu sponsorizzata da Rothmans e fu nota anche come Rothmans Tournament.

## Albo d'oro
| Anno | Vincitore             | Secondo classificato | Terzo classificato | Quarto classificato |
| ---- | --------------------- | -------------------- | ------------------ | ------------------- |
| 1986 | Kaiserslautern        | Fakel Voronež        | Malta              | Hammarby            |
| 1987 | Stoccarda             | Legia Varsavia       | Malta              |                     |
| 1988 | Germania Est olimpica | Malta                | Finlandia          | Tunisia             |
| 1989 | Algeria               | Danimarca            | Finlandia          | Malta               |
| 1990 | Norvegia              | Corea del Sud        | Malta              |                     |
| 1992 | Malta                 | Norvegia under 21    | Islanda            |                     |
| 1994 | Slovenia              | Georgia              | Tunisia            | Malta               |
| 1996 | Russia                | Slovenia             | Islanda            | Malta               |
| 1998 | Georgia               | Malta                | Albania            | Lettonia            |
| 2000 | Albania               | Malta                | Andorra            | Azerbaigian         |
| 2002 | Malta                 | Lituania             | Giordania          | Moldavia            |
| 2004 | Bielorussia under 23  | Estonia              | Malta              | Moldavia            |
| 2006 | Moldavia              | Georgia              | Malta              |                     |
| 2008 | Bielorussia           | Armenia              | Islanda            | Malta               |